# Slătinioara
Slătinioara es un asentamiento en el municipio de Petroșani, distrito de Hunedoara, Rumania. Está situada a una altitud de 734 m.

## Demografía
Según datos de 2002, en el asentamiento vivían 256 habitantes, todos ellos rumanos.